# Спинорогові
Спиноро́гові (Balistidae) — родина променеперих риб ряду Скелезубоподібні.

## Опис

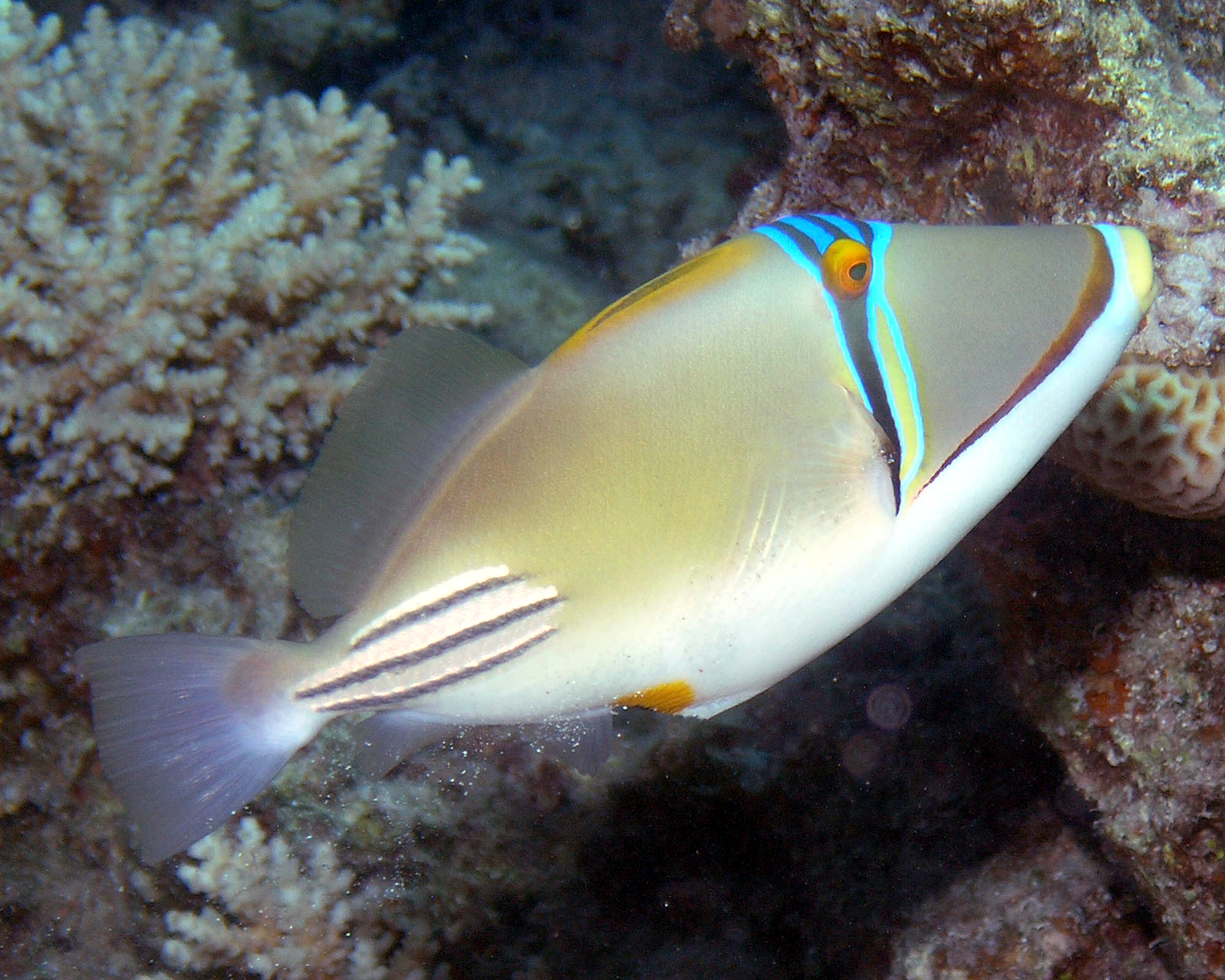
Rhinecanthus assasi

Спинороги — досить великі риби з високим, стислим з боків тілом, яке сягає від 20 сантиметрів до 1 метра завдовжки. Шкіра покрита великими лусками. На кінці загостреної морди розташовується невеликий рот, озброєний дуже міцними зубами, по 8 у зовнішньому ряді кожній щелепі. Очі невеликі, високо підняті. Черевні плавці злилися і являють собою непарний потужний шип. Спинний плавець розділений на два. Перший промінь представляє потужний шип, який замикається в розправленому положенні за допомогою перетвореного другого променя. Разом з черевним шипом вони утворюють механізм, що дозволяє спинорогам закріплюватися в укриттях. На тілі зазвичай присутній малюнок з великих плям або смуг. У забарвленні зустрічаються чорний, блакитний, жовтий, сріблястий і білий кольори.

## Поширення
Представники родини поширені в тропічних і субтропічних водах Атлантичного, Індійського і Тихого океанів. Вони мешкають на мілководних піщаних або кам'янистих ділянках і на коралових рифах.

## Спосіб життя
Це територіальні риби, що ведуть денний одиночний спосіб життя. Вони плавають досить мало, дотримуючись в основному своєї ділянки. При плаванні використовують спинний і анальний плавці, допомагаючи собі хвостом тільки для різких ривків, наприклад, щоб утекти від хижака. Завдяки потужним колючкам на спинному і черевних плавцях, спинороги можуть закупорюватись в ущелинах і порожнинах коралових рифів, рятуючись від ворогів. Спинороги, переважно, м'ясоїдні тварини, завдяки гострим зубам, вони можуть відкушувати шматки коралів, подрібнювати мушлі великих молюсків і покриви морських їжаків. Деякі види, однак, харчуються водоростями і зоопланктоном.

## Класифікація
Родина спинорогових налічує 11 родів і близько 40 видів.
- Abalistes Bloch y Schneider, 1801
  - Abalistes filamentosus
  - Abalistes stellaris
  - Abalistes stellatus
- Balistapus Tilesius, 1820
  - Balistapus undulatus
- Balistes Linnaeus, 1758
  - Balistes capriscus
  - Balistes carolinensis
  - Balistes ellioti
  - Balistes polylepis
  - Balistes punctatus
  - Balistes rotundatus
  - Balistes vetula
  - Balistes willughbeii
- Balistoides Fraser-Brunner, 1935
  - Balistoides conspicillum
  - Balistoides viridescens
- Canthidermis Swainson, 1839
  - Canthidermis macrolepis
  - Canthidermis maculata
  - Canthidermis sufflamen
- Melichthys Swainson, 1839
  - Melichthys indicus
  - Melichthys niger
  - Melichthys vidua
- Odonus Gistel, 1848
  - Odonus niger
- Pseudobalistes Bleeker, 1865
  - Pseudobalistes flavomarginatus
  - Pseudobalistes fuscus
  - Pseudobalistes naufragium
- Rhinecanthus Swainson, 1839
  - Rhinecanthus abyssus
  - Rhinecanthus aculeatus
  - Rhinecanthus assasi
  - Rhinecanthus cinereus
  - Rhinecanthus lunula
  - Rhinecanthus rectangulus
  - Rhinecanthus verrucosus
- Sufflamen Jordan, 1916
  - Sufflamen albicaudatum
  - Sufflamen bursa
  - Sufflamen chrysopterum
  - Sufflamen fraenatum
  - Sufflamen verres
- Xanthichthys Kaup en Richardson, 1856
  - Xanthichthys auromarginatus
  - Xanthichthys caeruleolineatus
  - Xanthichthys lineopunctatus
  - Xanthichthys mento
  - Xanthichthys ringens
- Xenobalistes Matsuura, 1981
  - Xenobalistes punctatus
  - Xenobalistes tumidipectoris